# John Tenniel
John Tenniel (28. února 1820 Londýn – 25. února 1914 Londýn) byl anglický kreslíř a ilustrátor, který proslul zejména politickými karikaturami v satirickém časopise Punch (1850–1901) a ilustracemi k prvnímu vydání knihy Lewise Carrolla Alenka v říši divů (1865). V dětství utrpěl zranění pravého oka a postupně na něj oslepl. Pro Punch nakreslil 2165 karikatur, řada z nich útočila na Iry. Roku 1893 byl uveden do šlechtického stavu, jakožto první karikaturista vůbec.

## Galerie

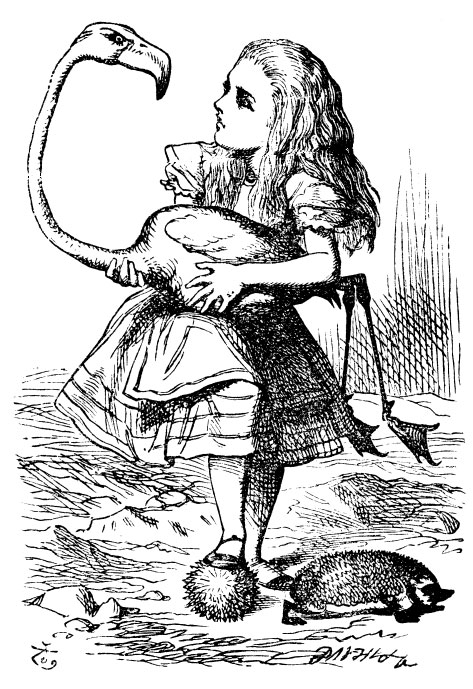
Alenka
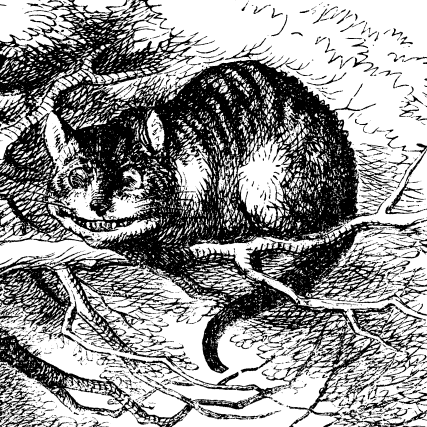
Kočka Šklíba
Kloboučník
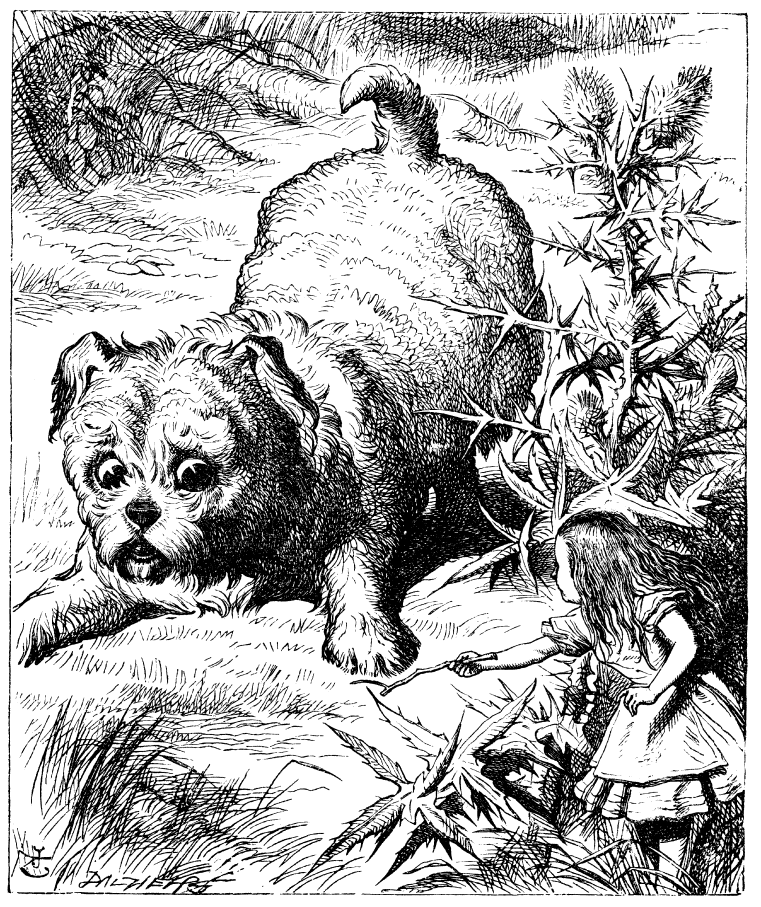
Alenka a štěně